# Alfonso de Aragón el Viejo
Alfonso de Aragón «el Viejo» (1332 - Gandía, 5 de marzo de 1412), llamado también Alfonso IV de Ribagorza y Alfonso I de Gandía, era el hijo primogénito del conde Pedro IV de Ribagorza y de Juana de Foix. Era nieto de Jaime II y primo de Pedro IV el Ceremonioso.
Ostentó los títulos de I conde de Denia (desde 1355), II conde de Ribagorza (desde 1361), I marqués de Villena (desde 1366), I duque de Gandía (desde 1399), I señor de Cifuentes y I condestable de Castilla. Fue asimismo uno de los candidatos a la Corona de Aragón, alegando mejor derecho por ser descendiente por línea recta de varón del rey Jaime II de Aragón, tras la crisis sucesoria desencadenada a la muerte sin descendencia Martín el Humano, que se resolvería mediante el Compromiso de Caspe, aunque su inmediata muerte hizo que la candidatura recayera en su hermano, Juan de Aragón y Foix.

## Mayoría de edad

Armas de Alfonso de Aragón y Foix que figuran en el Armorial de Gelre. El último cuartel debería presentar el león de gules de los Manuel de Villena

Recibió el título de conde de Ribagorza al ingresar su padre Pedro en el convento de San Francisco de Valencia. Fue investido como conde de Denia en la capilla del Papa Aviñón por su primo el rey Pedro IV.
En torno a 1355 contrajo matrimonio con Violante Díaz de Arenós, baronesa de Arenós de quien tuvo un hijo, Alfonso de Aragón y Jiménez, que continuó la dinastía familiar.

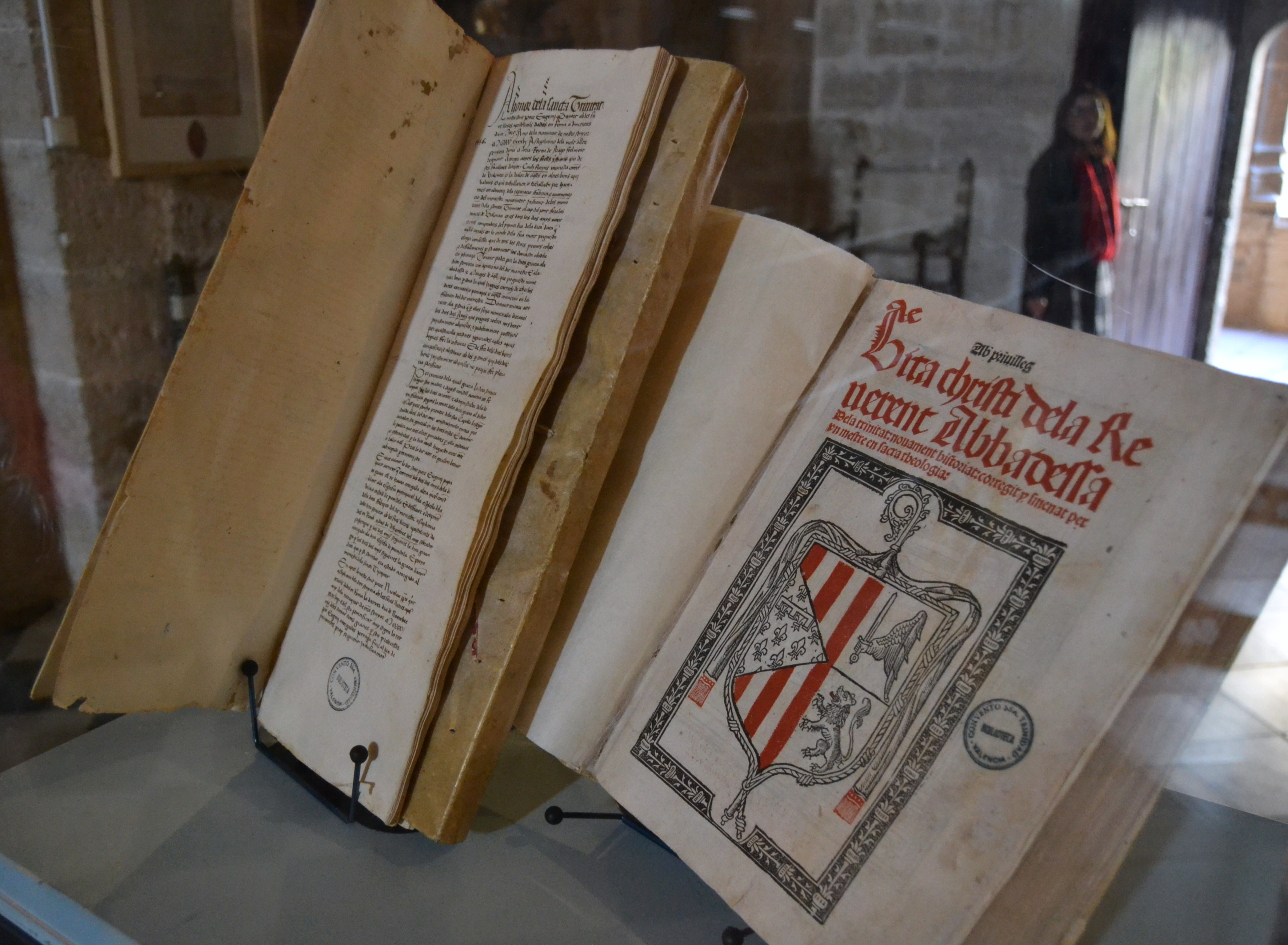
Armas adaptadas tras obtener el Marquesado de Villena

Al comenzar en 1366 la guerra con Castilla, mandaba las fuerzas reales al sur del Júcar, dirigió también la defensa de la ciudad de Valencia ante el ataque de Pedro I de Castilla y posteriormente fue destacado a la frontera aragonesa con Navarra donde se apoderó del infante Luis de Navarra.
Durante la guerra civil castellana, ayudó a Enrique de Trastámara, al mando de las fuerzas que Pedro el Ceremonioso envió para colaborar en el destronamiento de Pedro, recibiendo por ello el marquesado de Villena en 1366.
Participó en la batalla de Nájera en 1367, donde cayó preso de las tropas inglesas, las cuales apoyaban a Pedro I. Fue cedido en cautiverio al condestable de Guiana (el francés John Chandos), quien exigió ciento cincuenta mil doblas de cuño de Castilla. Alfonso dejó como rehenes a sus hijos Pedro (con el conde de Foix) y Alonso (con el príncipe de Gales).
Estos hechos motivaron la realización de dos censos en la Ribagorza ordenados por el conde, que residía en Denia, por lo que formaron parte del archivo del Reino de Valencia. Estos están recogidos en la obra Focs y morabatins de Ribagorza (1381-1385), de José Camarena Mahiques.
Impulsó la construcción del Monasterio de San Jerónimo de Cotalba en 1388 y el Palacio Ducal de Gandía. La construcción de ambos monumentos fue continuada más tarde por su hijo Alfonso de Aragón el Joven.
A la muerte de Enrique de Trastámara, su sucesor (el rey de Castilla) Juan I le favoreció con el título de Condestable de Castilla. La hostilidad de la nobleza castellana impidió que permaneciese mucho tiempo en ese cargo, y tanto su título de marqués de Villena como el de condestable de Castilla fueron anulados en 1391 por los tutores de Enrique III el Doliente.
Fue el conde Alfonso quien mandó construir el castillo de Benabarre y su iglesia adjunta, según el archivero Pedro Carbonell.
Al producirse la invasión del conde Armagnac, tomó las armas al lado del infante Martín, hermano de Juan I. Bajo el reinado de Martín el Humano mantuvo su prestigio de noble poderoso, participó en las Cortes de Zaragoza de 1398 y asistió el año siguiente, a la coronación del monarca, siendo nombrado duque de Gandía.
Todavía en vida del monarca Martín el Humano, y por si éste muriese sin hijos vivientes, manifestó sus derechos eventuales a la Corona. Tras morir este, pasó a ser uno de los seis candidatos al trono de Aragón, lo cual se resolvió en el Compromiso de Caspe.
El 5 de marzo de 1412 falleció en Gandía, antes de la finalización del Compromiso de Caspe.

## Aficiones
Alfonso de Aragón tuvo interés y afición por la música y la cultura y fue autor de una Lletra de castigs i bous nodriments, poema de inspiración trovadoresca.

## Matrimonio y descendencia
De su matrimonio en 1355 con Violante Díaz o Ximénez de Arenós, hija de Gonzalo Díaz de Arenós, barón de Arenós, y de su esposa María o Juana Cornell, tuvo los siguientes hijos: 
- Alfonso de Aragón el Joven o Alfonso V de Ribagorza, que heredó el ducado de Gandía y los condados de Ribagorza y Denia;

·  Jaime de Aragón, barón de Arenós (bastardo) hijo de Nicolava Just.
- Pedro de Aragón (1362 - batalla de Aljubarrota, 14 de agosto de 1385), II marqués de Villena y II señor de Cifuentes, casado en marzo de 1378 con Juana de Castilla, hija del rey Enrique II de Castilla y de su amante Elvira Íñiguez. Era el padre de: 
  - Enrique de Villena "el Astrólogo", heredero del marquesado de Villena, I señor de Iniesta y III señor de Cifuentes de su linaje, I conde de Cangas y Tineo.
  - Alfonso de Aragón (murió joven)
  - Galván de Villena (? - 1424), bastardo, I señor de Ayora y Cortes, casado con Catalina de Vilarasa, los padres de: 
    - Beatriz de Villena, soltera y sin descendencia
    - Catalina de Villena (? - 1489), II señora de Ayora y Cortes, casada con Juan Ruiz de Corella, conde de Cocentaina
- Violante de Aragón (1405/1445), abadesa del Convento de Santa María de Valencia o de la Puridad.
- Juana de Aragón y Arenós (1378 - 1442), casada en 1377 con Joan Ramón Folc I de Cardona (3 de enero de 1375-11 de abril de 1441), II conde de Cardona, cabeza de San Juan Bautista, con descendencia
- Leonor o Violante de Aragón, casada en c. 1393 con Jaime de Prades, barón de Caccamo y Esclafani, condestable de Sicilia de 1375 a 1408, con descendencia
- Jaime de Aragón,  1363 y 1365: cap. matrimoniales Leonor, hija del rey Enrique II de Castilla. (murió niño)
- Blanca de Aragón (1376 - murió bebé o joven)
- Juan de Aragón (murió bebé o joven)

| Predecesor: Pedro IV                                                       | Conde de Ribagorza 1361-1412        | Sucesor: Alfonso de Aragón el Joven |
| Predecesor: - Concedido por Enrique II                                     | Marqués de Villena 1369-1412        | Sucesor: Pedro de Aragón            |
| Predecesor: - Concedido por el rey Martín I a partir del señorío de Gandía | Duque de Gandía 1399-1412           | Sucesor: Alfonso de Aragón el Joven |
| Predecesor: -                                                              | Condestable de Castilla 1390 - 1391 | Sucesor: Pedro Enríquez de Castilla |

## Enlaces
- Wikimedia Commons alberga una galería multimedia sobre Alfonso de Aragón el Viejo.

- Datos: Q436624
- Multimedia: Alfonso IV of Ribagorza / Q436624